# Jeremy Yates
Jeremy Yates (* 6. Juli 1982 in Hastings) ist ein ehemaliger neuseeländischer Radrennfahrer.

## Sportliche Laufbahn
Bei den UCI-Straßen-Weltmeisterschaften 2000 im französischen Plouay gewann Jeremy Yates die Goldmedaille im Straßenrennen der Junioren vor dem Italiener Antonio Bucciero und dem Russen Alexander Arekejew. 2002 gewann er eine Etappe bei der Tour of Southland und wechselte zum Farmteam von Quick Step-Davitamon. Auch in seinem ersten Jahr dort gewann er wieder zwei Etappen bei der Tour of Southland sowie den GP Istria in Kroatien. 2002 und 2003 wurde Yates neuseeländischer Meister im Straßenrennen der U23.
2004 fuhr Yates für das französische Radsportteam Crédit Agricole und hatte ein erfolgreiches Jahr: So gewann er unter anderem eine Etappe der Tour of Wellington, zwei Etappen und die Gesamtwertung der Emirates Post Tour sowie zwei Etappen des Triptyque des Monts et Châteaux.
Nach seiner Dopingsperre kehrte Jery Yates in den Radsport zurück. 2009 fuhr er für ein malaysisches Team, 2010 für ein belgisches und 2011 für ein türkisches. Bis zum Ende seiner Laufbahn im Jahre 2011 gelangen ihm noch fünf Etappensiege.

## Doping
2004 wurde Yates bei einem Rennen in Belgien positiv auf Testosteron getestet, für zwei Jahre gesperrt und vom belgischen Verband mit einer Geldstrafe belegt. Auch wurde ihm untersagt, bei den Olympischen Spielen 2008 in Peking zu starten.

## Erfolge
2000
- Junioren-Weltmeister – Straßenrennen

2002
- eine Etappe Tour of Southland
- Neuseeländischer Meister (U23) – Straßenrennen

2003
- Grand Prix Istria
- drei Etappen Tour of Southland
- Neuseeländischer Meister (U23) – Straßenrennen

2004
- Gesamtwertung und eine Etappe Emirates Tour
- zwei Etappen Triptyque des Monts et Châteaux (U23)
- eine Etappe Tour of Wellington
- eine Etappe Tour de Bretagne
- eine Etappe Tour de Tarn-et-Garonne
- Flèche Ardennaise

2008
- zwei Etappen Tour of Southland

2009
- eine Etappe Tour of Southland

2010
- eine Etappe Tour do Brasil Volta Ciclística de São Paulo-Internacional

2011
- eine Etappe Tour of Victory

## Teams
- 2003 Quick·Step-Davitamon-Latexco
- 2004 Crédit Agricole
- 2009 Letua Cycling Team
- 2010 Qin Cycling Team
- 2011 Manisaspor Cycling Team